# بیلی گرین (بازیکن فوتبال، زاده ۱۸۸۱)
بیلی گرین (انگلیسی: Billy Green؛ 13 January 1881 – ۳۱ ژانویه ۱۹۵۱ (aged 69)) بازیکن فوتبال اهل بریتانیا بود.
از باشگاه‌هایی که در آن بازی کرده‌است می‌توان به باشگاه فوتبال برافورد پارک آونیو، باشگاه فوتبال برنلی، و باشگاه فوتبال برنتفورد اشاره کرد.